# Siège de Calais (1346-1347)
Pour les articles homonymes, voir Siège de Calais.
Guerre de Cent Ans
Batailles
Le siège de Calais est entrepris durant la guerre de Cent Ans, lors de la chevauchée d'Édouard III par les Anglais en septembre 1346, une semaine après la bataille de Crécy, et va durer onze mois. 
Durant l'hiver et le printemps, les Français arrivent à procurer des vivres et des renforts par voie de mer, principalement par Jean Marant, mais à partir du mois d'avril, les Anglais arrivent à fortifier l'entrée du port et à couper les communications de la ville. 
Le 25 juin 1347, Jean de Vienne, le chef de la place, écrit au roi que leurs vivres sont épuisés. 
Le 17 juillet 1347, Philippe VI arrive du nord avec une armée estimée entre 15 et 20 000 hommes, mais il doit renoncer et battre en retraite face à des troupes anglaises et flamandes bien retranchées et fortes de plus de 50 000 hommes.   
Le 3 août ou 4 août 1347, après une résistance héroïque des habitants, six bourgeois de la ville conduits par Eustache de Saint Pierre se livrent en otages au roi Édouard III d'Angleterre. Selon la tradition forgée par l'historiographie française et à laquelle participent de nombreux artistes, cet épisode est mythifié en un acte d'héroïsme de bourgeois sauvant la ville de la destruction alors qu'il s'agit en réalité d'un rituel de capitulation, d'amende honorable, de pénitence publique et d'humiliation tel qu'il était alors couramment pratiqué au Moyen Âge après un siège.
En 1349, déjà très affaiblis par la famine occasionnée par le siège, les habitants sont presque tous fauchés par la peste noire. Repeuplée par des Anglais, Calais sera une importante place forte anglaise durant la guerre de Cent Ans et au-delà. 
Elle ne sera reprise par les Français qu'en 1558. 

## Contexte
Tout commence le 12 juillet 1346, lorsqu'Édouard III d'Angleterre débarque à Saint-Vaast-la-Hougue pour faire une promenade en France. En réalité, il dévaste la Normandie, menace Paris et, poursuivi par les armées du roi de France, s'en retourne vers le nord.
Après avoir traversé la Somme, le face-à-face a lieu aux abords de la forêt de Crécy le 26 août 1346. Les chevaliers français venant d'Abbeville attaquent en désordre et sont jetés à terre sous une pluie de flèches. Après avoir remporté la bataille de Crécy, le roi Édouard III, qui ne pensait quelques mois plus tôt qu'à retourner en Angleterre, n'a plus d'adversaire. Il se presse d’aller faire le siège de Calais, après avoir incendié Wissant et Wimille, extrêmement nuisible au roi et à son royaume, afin d'avoir une tête de pont qui serait la clef pour le départ ultérieur de ses chevauchées en France.

## Le siège anglais (1346-1347)
Le roi d'Angleterre commença l’investissement devant la place, le 4 septembre 1346. En prévision d'un long siège, il fit élever, au sud-ouest de la ville entre Calais et les rivières de Guînes, de Hames et le pont Nieulay, un camp retranché en forme de ville : Villeneuve-la-Hardie.
La ville de Calais, protégée par un double rempart empêchant l'installation des grosses machines de siège et sa situation au milieu de terrains marécageux envahis par les eaux à chaque marée, était défendue par une garnison placée sous le commandement d’un chevalier originaire de Dole dans le Jura, Jean de Vienne (ou, de Via(e)ne). Ce dernier était secondé par un certain nombre de chevaliers d’Artois dont Jean Froissart nous a transmis les noms « Ernoulz d’Audrehem, Jean de Surie (ou, de Sury), Baudouin de Belleborne (ou, de Bellebrune), Geoffroi de le Motte, Pépin de Were (ou, de Wiere, ou, de Werie) », auxquels la chronique normande ajoute les sires de Beaulo, de Grigny. 
Voyant l’armée anglaise définitivement établie pour un siège inexpugnable, le capitaine de Calais craignant avec raison d’être contraint par la famine à se rendre (la moisson venant d'être faite, les grains n'étaient pas encore battus), se résolut à se défaire de bouches inutiles et à expulser de la ville les personnes dépourvues de biens et de provisions (selon les chroniqueurs Jean le Bel et Jean Froissart, entre 500 et 1 700 personnes, sur une ville qui compte de 6 000 à 8 000 âmes) et d'organiser un rationnement, d'où le topos que l'on retrouve dans toutes les chroniques relatant un siège, à savoir la grande misère des assiégés acculés par la famine aux dernières extrémités, obligés de manger les animaux les plus infâmes, des ordures ou des cuirs bouillis. 
Il y eut peu de batailles sur terre autour de Calais, qui se soldèrent toutefois par des assauts infructueux et chèrement payés. Mais en mer, le roi anglais fit placer 25 bateaux faisant le blocus de Calais. Des navires génois, au service de la France, ainsi que des navires normands et des marins d’Abbeville, réussirent cependant à forcer le blocus pour ravitailler Calais et ses assiégés, réussissant à faire passer des barques à fond plat par des chenaux dérivés. Édouard III lança, le 15 février 1347, 120 navires dont 80 constamment en patrouille, puis décida de bloquer l’entrée du chenal avec des obstacles de toute nature (notamment en y faisant couler des bateaux et des charrues), fit construire une tour en bois puissamment armée sur l’emplacement du futur Fort Risban et à partir de juin 1347, il fut impossible pour les Français de ravitailler Calais.

## Reddition de la ville et épisode des bourgeois de Calais
Pour les articles homonymes, voir Les Bourgeois de Calais (homonymie).

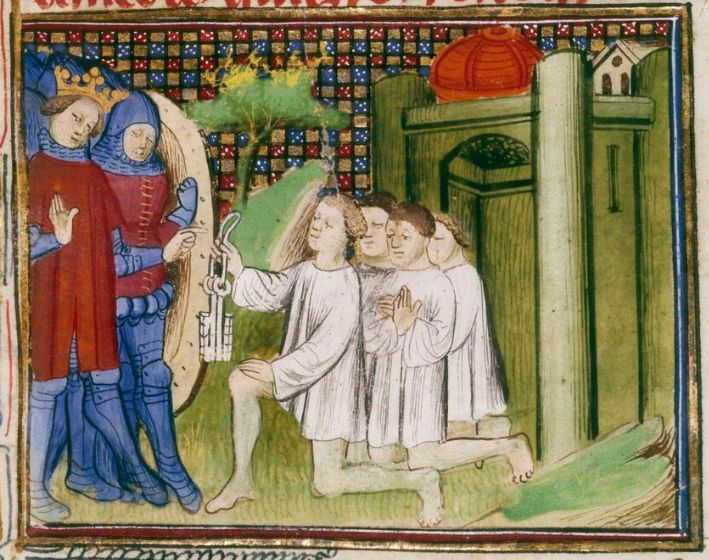
En chemise et la corde au cou, les bourgeois de Calais remettent les clés de la ville à Édouard III, roi d'Angleterre.
Enluminure ornant les Chroniques de Froissart, BnF, ms. français 2663,.

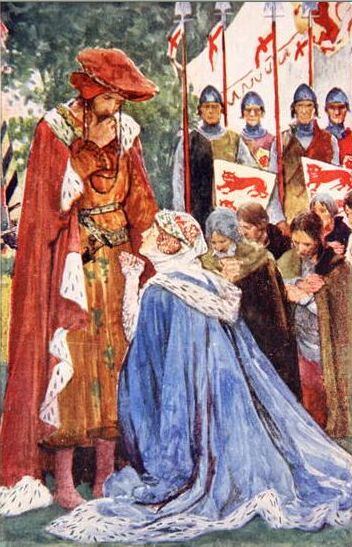
La reine Philippa de Hainaut plaide en faveur des bourgeois de Calais. Illustration de 1914.

En juin 1347, en désespoir de cause, Jean de Vienne, capitaine de Calais assiégée, écrivit une lettre au roi Philippe VI de Valois lui demandant de venir lui porter secours : « la garnison n’avait d’autre alternative que de tenter une sortie désespérée : nous aimons mieux mourir aux champs honorablement que de nous manger l’un l’autre !… » Cette lettre transmise par l’intermédiaire d’un bateau génois fut interceptée par la marine anglaise. Édouard, ayant lu la lettre, y ajouta son sceau royal puis l'envoya à Philippe. Le 27 juin 1347, l’armée française parut à hauteur de Sangatte. Des Flamands et des Germaniques se portèrent du côté anglais, des Hennuyers se portèrent du côté français. Deux légats du pape furent envoyés à Calais et une trêve de trois jours fut conclue. Tous les passages menant à Calais étant obstrués de fossés et gardés par les Anglais, le roi de France ne put intervenir. C’est alors que Jean de Vienne, pressé par la population de Calais assiégée, demanda à parlementer avec le roi anglais sur la reddition de Calais à condition d’épargner la population et la garnison. Sur ce, Édouard III exigea que six bourgeois viennent en chemise, pieds nus et la corde au cou (rituel de soumission classique à cette époque, représentant une exécution symbolique), se mettre à sa disposition : ce furent Eustache de Saint Pierre, Jean d’Aire, Pierre de Wissant et son frère Jacques, Jean de Fiennes, et Andrieu d’Andres. À leur arrivée auprès d’Édouard III, ces six bourgeois de Calais furent épargnés grâce à l’intervention de Philippa de Hainaut, épouse du roi anglais. La ville fut occupée par les Anglais fin août 1347 et le roi rembarqua pour l’Angleterre (laissant des troupes à la garde de Calais sous les ordres de Jean de Montgomery, au service du roi anglais) avec les chevaliers français prisonniers (parmi lesquels Jean de Vienne, Jean de Sury et Ernoul d'Audrehem) : ces prisonniers demeurèrent six mois en Angleterre et furent par la suite mis à rançon. Philippe VI de France les racheta.
Ce rituel de capitulation et de concession de la grâce, tout à fait classique pour l'époque (les bourgeois savent bien, dès le départ, que le roi Édouard III, ayant accepté ce rituel de reddition, fera preuve de mansuétude et qu'ils ne risquent pas leur vie pour sauver leurs compatriotes), est un épisode relaté par deux chroniqueurs de l'époque médiévale, Jean le Bel et Jean Froissart. Le texte de Froissart sur les bourgeois de Calais est par la suite popularisé dans l’Histoire de France écrite au XVIe siècle par l'humaniste Paul Émile de Vérone qui considère que cet épisode des bourgeois héroïques est un sacrifice au nom de la Patrie française, ancrant cet exemplum virtutis dans l'historiographie française. La crédibilité de cette vision est fortement remise en question lorsque des actes d’Édouard III concernant Eustache de Saint Pierre sont découverts par l'historien Louis-Georges de Bréquigny, à Londres, à la fin du XVIIIe siècle : ils mentionnent qu'Eustache de Saint-Pierre, prétendu « bourgeois héroïque » s'étant sacrifié pour sa ville, vivait toujours à Calais, et avait même reçu du roi anglais d'importantes récompenses en biens et en argent. Ce sacrifice des bourgeois de Calais, qui n'est qu'un simple rituel de soumission mais aussi d'humiliation, se révèle ainsi un épisode mythifié en un acte d'héroïsme par l'historiographie française qui fait notamment d'Eustache de Saint Pierre et de Jean de Fiennes deux belles personnifications du courage civil (de) et du courage militaire.

## Chronologie
1346
- 4 septembre :
  -  Édouard III arrive à Calais. La profondeur des fossés, balayés sans cesse par le flux et le reflux, empêche l’assaut de la ville. Édouard III décide d’affamer la ville et se prépare à effectuer un long siège. Il fait élever, au sud-ouest de la ville entre Calais et les rivières de Guînes, de Hames et le pont Nieulay, un camp retranché en forme de ville : Villeneuve-la-Hardie.
  -  Le gouverneur de Calais, Jean de Vienne, voyant que le roi d’Angleterre aménageait les alentours de la ville pour un long siège, prit une ordonnance afin que les « bouches inutiles » soient évacuées. Entre 1 700 et 3 000 personnes parmi les plus pauvres de la population traversent les portes et les troupes anglaises sans être inquiétées[14].
- 8 septembre :
  -  Le roi, Philippe VI de France arrive au château de Pont-Sainte-Maxence.
- 17 septembre :
  -  32 galères génoises de Carlo Grimaldi aidées de plusieurs barges françaises enlèvent à l’abordage 25 vaisseaux de la flotte anglaise participant au blocus.
- 8 octobre :
  -  Le duc de Normandie et son armée arrivent à Paris, où ils sont rejoints par Philippe VI.
- 31 octobre :
  -  30 galères, chargée de la protection du ravitaillement de Calais, sont désarmées et envoyées en hivernage de novembre à mars à Abbeville. Certains propriétaires des nefs de ravitaillement en profitent pour se dérober. Le ravitaillement de Calais devient très problématique.
- Hiver 1346-1347 :
  -  Après quelques tentatives de sortie vers les terres, la population encerclée doit se contenter d’approvisionnements par mer principalement menés par le corsaire Jean Marant et la flotte génoise.
Les opérations du côté de la terre se réduisent à peu de choses au cours de l'hiver 1346-1347, juste quelques sorties des assiégés et des escarmouches engagées par les garnisons françaises des petites forteresses de l'Artois et du Boulonnais.
  -  Les Anglais attaquent, au sud, les murailles avec des trébuchets, des espringales, des centaines d’archers mais aussi des armes d’un nouveau genre : l’artillerie à poudre. Édouard III utilise sans résultat une vingtaine de canons pour abattre les murailles.

1347
- Début février :
  -  Édouard III, entame le blocus du port avec 120 navires.
- 21 février :
  -  Plusieurs grandes nefs chargées de pain, blé, ail, oignons, harengs salés, fèves, pois partent de Saint-Valery-sur-Somme en direction de Calais et tentent, sans succès, de pénétrer dans la place forte.
- Fin février 1347 :
  -  La flottille anglaise formant le blocus atteint 737 navires. Édouard lance un nouvel assaut qui est repoussé.
- 14 mars :
  -  Jean Marant à la tête de 30 vaisseaux parvient encore a forcer le blocus et entre dans la rade.
- 10 avril :
  -  Trente vaisseaux français réussirent, malgré la vigilance de la flotte ennemie, les fortifications élevées par les assiégeants et les obstacles de toute nature à l'entrée du chenal, à pénétrer dans le port. Ce fut le dernier convoi à pouvoir rentrer ravitailler la ville assiégée. Les autres tentatives échoueront lamentablement ; les navires tombant aux mains des Anglais. Dès lors, Calais n'eut plus d'espoir que dans le secours venant de la terre.
- Mai 1347 :
  -  Une armée de secours commence à se former à Arras.
- Juin 1347 :
  -  Les Anglais interceptent une lettre du gouverneur destinée au roi de France, Philippe VI de Valois, présentant l'état de famine et contenant un appel au secours.
- 20 juin : 
  -  Un détachement français s’approche de Calais puis regagne Hesdin.
- 25 juin : 
  -  Une nouvelle fois Jean Marant parvient à faire entrer 30 vaisseaux a ravitailler pour la dernière fois la ville..
- 27 juillet :
  -  L'armée de secours française, forte de plus de 100 000 fantassins et de 35 000 cavaliers paraît enfin sur les hauteurs de Sangatte et Coquelles. Le roi de France fait aussitôt reconnaître le terrain et chercher les points d'attaque les plus favorables. L'examen des positions ennemies lui révèle que la nature du terrain et les mesures défensives prises par Édouard III rendent toute attaque impossible[15]. Philippe de Valois propose alors à Édouard III un combat en rase campagne. Ce dernier refuse, sachant que Calais est à sa merci. Le roi français envoie probablement un porteur de cartel à Édouard III pour lui proposer un combat singulier mais ce duel n'a pas lieu[16].
- 29 juillet-1er août :
  -   Les légats pontificaux apportent des propositions de médiation du Pape Clément VI. Durant 3 jours, les propositions sont transmises d'un camp à l'autre. Bien que les Français offrent le duché de Guyenne et le comté de Ponthieu, le roi d'Angleterre refuse tout compromis[17].
- 2 août :
  -  Philippe VI jugeant l’attaque impossible, l’armée de secours se retire sans combattre.
- 3 août :
  -  Jean de Vienne monte à la tour du Guet pour annoncer les conditions de la reddition. Le roi d’Angleterre souhaitant la capitulation sans condition, le gouverneur demande à épargner la population et la garnison. Six bourgeois, Eustache de Saint Pierre, Jean d’Aire, Jacques et Pierre de Wissant, Andrieu d’Andres et Jean de Vienne, pieds nus et la corde au cou, acceptent le 3 ou 4 août de se sacrifier et de livrer les clefs de la ville à Édouard III d'Angleterre.
- 4 août :
  -  Les Calaisiens sont expulsés et remplacés par des colons anglais[18].
- 28 septembre :
  -   La trêve de Calais est signée. Elle durera jusqu'en avril 1351.
- 10 octobre :
  -  Édouard III rembarque pour l’Angleterre.
- 12 octobre :
  -  Édouard III débarque à Sandwich.

## Conséquences

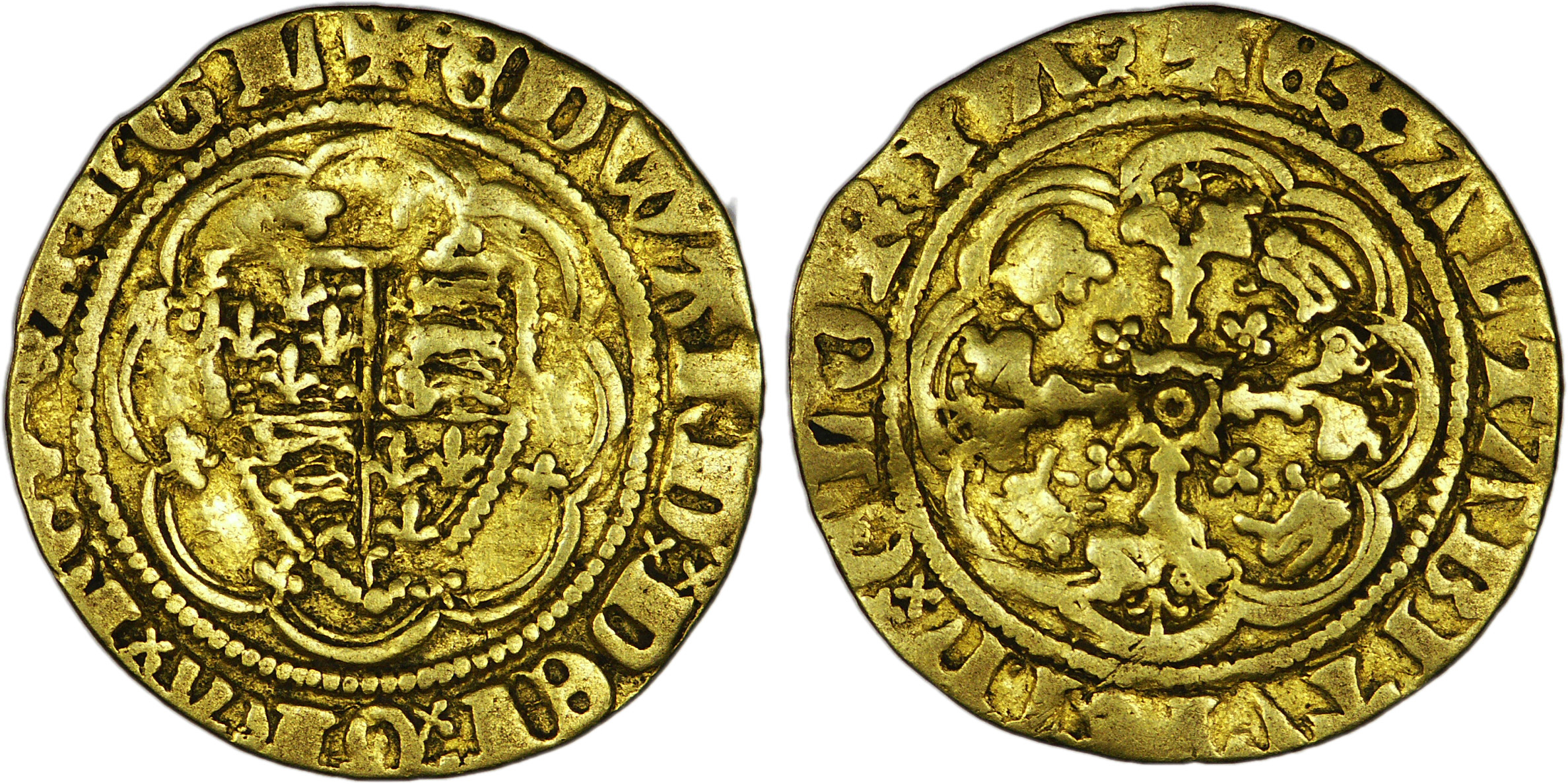
Quart de noble d'or frappé à Calais entre 1361 et 1369 au nom d'Édouard III, au cours de l'occupation anglaise de la ville.

Le siège de Calais a duré onze mois. Le cardinal Guy de Boulogne, arrivé à Amiens, négocie une trêve avec Édouard III au nom de son cousin Philippe VI, et obtient gain de cause, Édouard III étant satisfait de tenir Calais. Les hostilités ne reprennent qu'à la mort de Philippe, trois ans plus tard, cette fois dans le Poitou.
Quant à la ville de Calais, l'essentiel de sa population est expulsée pour y installer des Anglais et ne redevient française qu’en 1558.
Dès le XIVe siècle s'amorce un processus de mythification entreprise par l'historiographie française, auquel participent les artistes, qui transforme cet épisode d’une grande banalité (un rituel de reddition typique au Moyen Âge) après un siège en un acte d'héroïsme. Selon l'historien Jean-Marie Moeglin, le récit de Froissart, sacralisant les volontaires de Calais, est diffusé dans les élites après la révolution bourgeoise parisienne de 1358, et aurait ainsi permis de réhabiliter une bourgeoisie soupçonnée de trahison par le roi et la noblesse. Interprétation astucieuse, mais il ne faut pas oublier que Froissart écrivait à la cour d'Angleterre et à l'intention d'un public aristocratique. Ce n'est pas tant le courage des bourgeois qu'il exalte que la vertu de la reine Philippa, qui  intervient à temps pour empêcher son mari de commettre un crime contre son honneur. Quoi qu'il en soit, le mythe des bourgeois se développe au xviie siècle et connaît son apothéose avec le monument aux Bourgeois de Calais de Rodin mais entame depuis lors son déclin, « non en raison de sa démystification par la critique historique, mais du fait d'un mélange de lassitude et de désintérêt à l'égard d'un épisode désormais trop rebattu ». Le grand médiéviste Philippe Contamine remarquait que l'épisode « s'accorde trop bien avec la mentalité chevaleresque du temps, faite d'un mélange d'emportement et de courtoisie, de clémence et de cruauté pour qu'il soit nécessaire de le mettre en doute » et de transformer ce doute en un ouvrage d'« érudition ».

## Postérité artistique
Le sujet a inspiré Mme de Tencin pour sa nouvelle historique Le Siège de Calais publié en 1739. 
La construction du mythe des six bourgeois peut être « mise en relation avec le sentiment revanchard français après l'humiliant traité de Paris en 1763 ». En 1765-1766, la ville de Calais commande au peintre du roi Nicolas-René Jollain un « Portrait de De Belloy » destiné à être exposé dans l'hôtel de ville, le fond de cette gravure évoquant le siège. Le thème héroïque et mythifié de la reddition des bourgeois de Calais est le sujet de deux tableaux du peintre d'histoire Jean Simon Berthélemy (L'action courageuse d'Eustache de Saint Pierre au siège de Calais en 1779 et Les Bourgeois de Calais en 1782). Du côté anglais, des peintres comme Robert Edge Pine (the Surrender of Calais to Edward III en 1760) ou Edward Edwards réalisent des toiles qui évoquent la magnanimité du roi Édouard III.
Le sujet a donné lieu à deux pièces de théâtre (Les Décius français ou le Siège de Calais sous Philippe VI de Durosoy, 1764, et Le Siège de Calais, une tragédie de Dormont de Belloy, 1765) et un poème de Jean-Baptiste Gresset. 
Il est également le thème d'un opéra italien, L'assedio di Calais (1836) de Gaetano Donizetti (musique) et Salvatore Cammarano (livret).
Les Bourgeois de Calais est aussi un roman de Michel Bernard, paru en 2021, qui évoque la genèse du groupe statuaire d'Auguste Rodin commandé par Omer Dewavrin maire de Calais.
L'entreprise de mythification se poursuit au XIXe siècle, visant à légitimer un paradigme fondamental de la pensée sur la nation au XIXe siècle, la distinction entre la petite patrie (patriotisme de localité) et la grande patrie (patriotisme national) : suivant le courant historicisant de la Restauration, Ary Scheffer peint en 1819 le tableau Dévouement patriotique de six bourgeois de Calais, Jean-Pierre Cortot réalise en 1820 le buste d'Eustache de Saint Pierre. Ce légendaire national, qui a fait son entrée dans les manuels scolaires de la Troisième République à des fins d'édification du jeune citoyen, connaît son apothéose artistique lorsque la ville de Calais commande à Auguste Rodin un groupe statuaire en bronze, Les Bourgeois de Calais (plâtre 1889, première fonte 1895, à trois ans de la crise de Fachoda, incident qui réveille l'antagonisme anglo-français).